# Gaoling (köpinghuvudort i Kina, Liaoning Sheng, lat 40,15, long 120,01)
Gaoling (kinesiska: 高岭, 高岭镇) är en köpinghuvudort i Kina. Den ligger i provinsen Liaoning, i den nordöstra delen av landet, omkring 340 kilometer sydväst om provinshuvudstaden Shenyang. Antalet invånare är 24 982. Befolkningen består av 12 306 kvinnor och 12 676 män. Barn under 15 år utgör 15,0 %, vuxna 15-64 år 75 %, och äldre över 65 år 9,0 %.
Gaoling är det största samhället i trakten. 
Genomsnittlig årsnederbörd är 736 millimeter. Den regnigaste månaden är juli, med i genomsnitt 195 mm nederbörd, och den torraste är januari, med 4 mm nederbörd.